# رودريغو غونزاليس (تريثلت)
رودريغو غونزاليس (بالإسبانية: Rodrigo González)‏ هو تريثلت مكسيكي، ولد في 14 ديسمبر 1989.

## وصلات خارجية
- رودريغو غونزاليس على موقع أوليمبيديا (الإنجليزية)